# 黄花镇 (宜昌市)
黄花镇是中华人民共和国湖北省宜昌市夷陵区下辖的一个镇。
2012年9月11日，湖北省民政厅批复同意撤销黄花乡，设立黄花镇。

## 行政区划
黄花镇下辖以下村级行政区划单位：
黄花场村、姜家畈村、杨家畈村、军田坝村、背马山村、张家口村、新坪村、小峰河村、杜家坪村、中岭村、杨家河村、牛坪村、香龙山村和上洋村。